# Шипохвостые летяги
Шипохвостые летяги (лат. Anomalurus) — наибольший род из двух в семействе грызунов Anomaluridae, насчитывающий четыре вида.
Длина тела у них от 22 до 43 см, а хвоста от 15 до 45 см. На нижней стороне хвоста так же присутствуют характерные шиповидные чешуйки, столь же типична летательная перепонка, натянутая между лапами, с помощью которой они планируют с дерева на дерево. Когти очень острые и обеспечивают хорошее сцепление с корой деревьев при вертикальном лазании по стволам. Достигнув определённой высоты, они могут перелетать на следующее дерево с помощью своей способности планировать. Шипохвост Дерби продемонстрировал полёт на расстояние более 100 м, а в неподтверждённых отчётах даже говорится о 250 м. В большинстве случаев, однако, оказывается вполне достаточными,  чтобы добраться до следующего дерева при обитании в сомкнутых тропических лесах гораздо более короткие расстояния.
Шипохвостые летяги ведут ночной образ жизни и днём спят в дуплах деревьев. Они питаются всеми видами растительных кормов (корой, плодами, цветами, листьями, орехами), а также насекомыми.
Известны четыре вида:
- Anomalurus beecrofti — Серебристый шипохвост, Западная и Центральная Африка
- Anomalurus derbianus — Шипохвост Дерби, Западная, Центральная и Восточная Африка
- Anomalurus pelii — Гигантский шипохвост, или шипохвост Пела[1], Западная Африка
- Anomalurus pusillus — Карликовый шипохвост, Центральная Африка

Серебристого шипохвоста (Anomalurus beecrofti) иногда относят к собственному монотипическому роду Anomalurops, но в последнем издании сводки Mammal Species of the World он сохранён в составе Anomalurus.